# Kaapo Savinainen
Kaapo Savinainen (* 30. Dezember 1992) ist ein finnischer Unihockeyspieler, welcher beim F-Liiga-Verein Happee unter Vertrag steht.

## Karriere
Savinainen startete seine Karriere bei NST Lappeenranta. Nach drei Jahren verliess er die Stadt Lappeenranta in Richtung Jyväskylä zu Happee. 2018 unterschrieb der Finne beim UHC Uster.
Nach einem Jahr wechselte der Center zum Aufsteiger Ad Astra Sarnen. Am 19. April verkündete Ad Astra Sarnen, dass der Vertrag mit dem Finnen nicht verlängert wird. In seinen zwei Jahren bei Sarnen konnte er aufgrund von Verletzungen und der Corona-Pandemie lediglich 29 Partien absolvieren.
Daraufhin wechselte er zurück zu seinem letzten Verein in Finnland.